# 大清皇帝功徳碑
大清皇帝功徳碑（だいしんこうていこうとくひ、満洲語: ᡩᠠᡞᠴᡞᠩ
ᡤᡠᠷᡠᠨ ᡳ
ᡝᠨᡩᡠᠷᡞᠩᡤᡝ
ᡥᠠᠨ ᡳ
ᡤᡠᠩ
ᡝᠷᡩᡝᠮᡠᡞ
ᠪᡝᠢ　転写：daicing gurun-i enduringge han-i gung erdemui bei）は、大韓民国のソウル特別市松坡区三田渡に建立された石碑であり、建立地の名を取った三田渡碑（さんでんとひ、サムジョンドビ、삼전도비、Samjeondo-bi、Samjeondo Monument）とも呼ばれる。韓国では後述の経緯から「恥辱碑」とも言われる。大韓民国指定史跡第101号である。地下鉄の最寄り駅は蚕室駅である。
碑の満州語以外の名称は以下である。
- モンゴル語: Dayičing ulus-un Boɤda Qaɤan-u erdem bilig-i daɤurisɤaɤsan bei
- 中国語: Dàqīng huángdì gōngdé bēi（大清皇帝功德碑）

## 建立の経緯

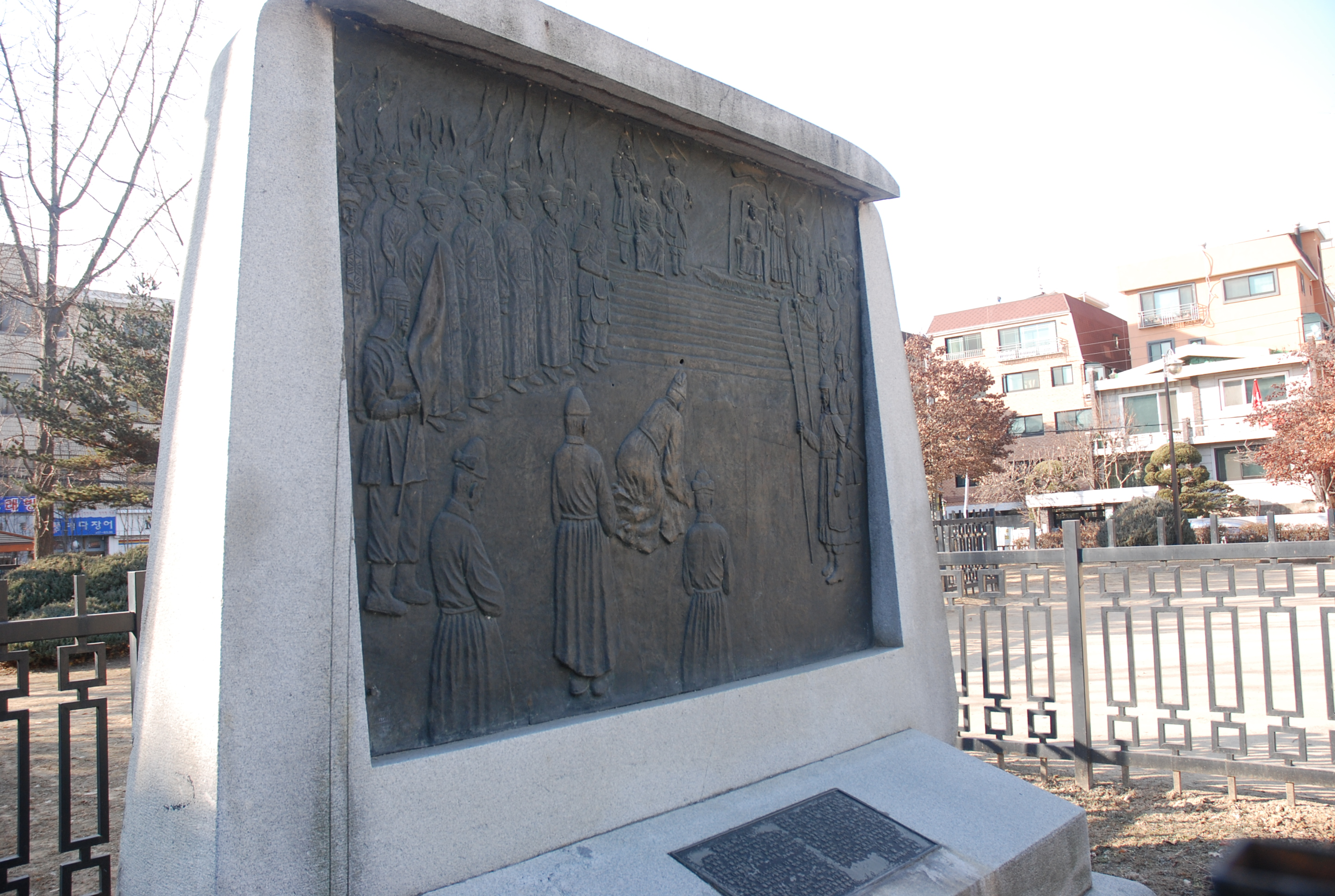
銅版レリーフ

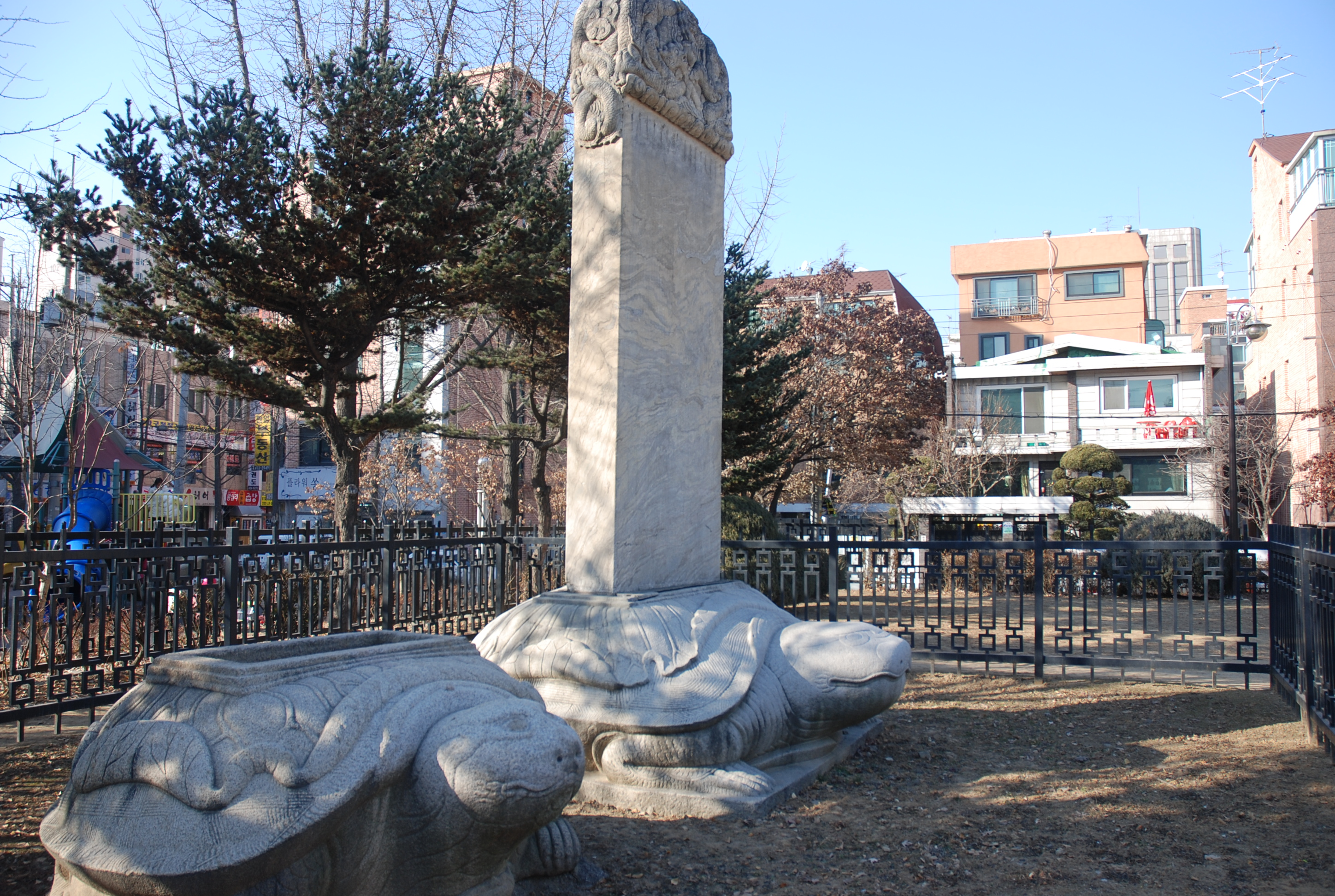
大清皇帝功徳碑（かつての場所）

李氏朝鮮は14世紀末の建国以来、明の朝貢国であったが、17世紀に入ると満洲（中国東北部）で女真族が建てた後金が勃興した。従来、李氏朝鮮は北方の女真族を力で抑えてきたが、外敵の侵入と内紛によって国力が衰退して、両者の力関係が逆転した。
1627年に後金が朝鮮へ侵攻するが、戦線が膠着したので、両者が兄弟関係を結ぶことで講和した。しかし朝鮮では古来から同国にも朝貢に来ていた女真族を北狄（オランケ/野蛮人）と蔑む考えが強く、とりわけ保守的な儒者は後金との決戦を唱え続けるなど、火種はくすぶっていた。
後金は1636年、ホンタイジが皇帝を称し、国号を清と変更すると、朝鮮に対して朝貢及び明への派兵を求めた。官僚派閥である北人の大北派の主張に沿って中立政策を取った前王の光海君と違い、華夷思想を重んじた西人に支持されて即位した仁祖にとって、永く朝貢を受ける相手であった女真族の要求は到底呑めるものではなかった。
仁祖が朝貢を拒絶し、清皇帝を認めないと公表すると、激怒したホンタイジはただちに朝鮮への親征を行った。清の圧倒的な兵力の前に各地で敗北を重ねた朝鮮軍は開戦後40日余りで降伏し、和議が持たれた。
講和内容は11項目に及び、清への朝貢と清からの冊封、明との断交、朝鮮王子を人質に差し出す、膨大な賠償金など屈辱的なものであった。そればかりか、仁祖は三田渡でホンタイジに対し三跪九叩頭の礼（三度跪き、九度頭を地にこすりつける）をもって清皇帝を公認する誓いをさせられる恥辱を味わった。
ホンタイジは、自身の「徳」と仁祖の「過ち」、そして両者の盟約を示す碑文を満洲語・モンゴル語・漢語で石碑に刻ませ、1639年に降伏の地である三田渡に建立させた。これが「大清皇帝功徳碑」である。

## 和議の内容
- 朝鮮は清国に対し、臣としての礼を尽くすこと。
- 朝鮮は明の元号を廃し、明との交易を禁じ、明から送られた誥命と明から与えられた朝鮮王の印璽を清国へ引き渡すこと。
- 王の長男と次男、および大臣の子女を人質として送ること。
- 清国が明を征服する時には、求められた期日までに、遅滞なく援軍を派遣すること。
- 内外（清国）の諸臣と婚姻を結び、誼を固くすること。
- 城郭の増築や修理については、清国に事前に承諾を得ること。
- 清国皇帝の誕生日である聖節・正朔である正月一日・冬至と慶弔の使者は、明との旧例に従って送ること。
- 清国が鴨緑江の河口にある島を攻撃する時に、兵船五十隻を送ること。
- 清国からの逃亡者を隠してはいけない。
- 日本とは旧来通り、貿易を行うこと。
- 清国に対して黄金100両・白銀1000両と20余種の物品（20余種の物品とは具体的には、清国に朝鮮人美女、牛・馬・豚など各々3000などの物品のこと）を毎年上納すること。（出典:朝鮮王朝実録 仁祖録 仁祖十四年一月二十八日）

## 石碑
形状等
この碑文は、亀の背の台座（亀趺）の上に碑身があり上部は螭首である。高さ5.7m、幅1.4m、奥行3.95mで、大理石で作られている。現存のうち1碑は亀趺だけである。
前左側にモンゴル文、右側に満洲文、そして裏面に漢文が刻まれている。3つの言語による碑文の内容は完全に同一意味のものではなく、漢文には朝鮮王臣が文を撰じて刻んだことが記されてあり、満洲文では詳細な経緯も記述されている。

### 碑文
全文（漢文）

### 大意
- 愚かな朝鮮王は、偉大な清国皇帝に逆らった。
- 清国皇帝は愚かな朝鮮王をたしなめ、己の大罪を諭してやった。
- 良心に目覚めた朝鮮王は自分の愚かさを猛省し、偉大な清国皇帝の臣下になることを誓った。
- 我が朝鮮はこの清国皇帝の功徳を永遠に忘れず、また清国に逆らった愚かな罪を反省するために、この石碑を建てることにする。

## その後の石碑
その後、日清戦争で日本が勝利し、1895年の下関条約で、清の冊封体制より李氏朝鮮が離脱したのを機に、「屈辱碑」とされていた同碑は迎恩門と同時期に倒され、そのまま放置された。しかし日韓併合後の1916年、朝鮮総督府による文化財の調査・保存過程で引き上げられ、1935年4月には宝物第164号に指定された。光復後の1956年、韓国内の宝物らを国宝に昇格させる過程で国宝の指定が除外され、「恥さらしだ」との理由で李承晩政権の指示により再び碑を抜いて地下に埋めてしまった。1960年、漢江の洪水により土砂が流失され、埋めた石碑が地上に露出すると、1963年に史跡第101号に指定されて復元した。1980年7月、ソウル特別市松坡区石村洞 289-3（北緯37度30分11.92秒 東経127度06分25.44秒 / 北緯37.5033111度 東経127.1070667度）に移され、名称を従来の大清皇帝功徳碑から三田渡碑に改称しており、1983年には史跡公園を造成して一般に公開した。「朝鮮の屈辱の象徴」として、移転の願いなどがされた。
2007年2月3日午後9時40分頃に、赤い字で「철」（撤）「거」（去）「병자」（丙子）「370」（丙子の役から370年という意味）と落書きされ、同27日に当時39歳だったペク容疑者が逮捕された。ペクは1月にも甲午農民戦争の原因となった古阜郡守の趙秉甲の碑も破壊していた。政治家が誤れば恥辱の歴史を繰り返すと警告しようとした、為政者たちが見て学ぶように青瓦台に移転しなければならない、と主張した。ペク容疑者には懲役1年6カ月、執行猶予2年が言い渡された（その後、2013年には盧泰愚元大統領、2016年には朴正煕元大統領の生家にも放火し逮捕されている）。6月15日に碑の修復が完成した。
2008年、この石碑は、原位置の考証を行い、ロッテワールドのビルの裏手、松坡区蚕室洞47番地の石村湖水西湖の北東側にある緑地帯（北緯37度30分38秒 東経127度6分6秒 / 北緯37.51056度 東経127.10167度座標: 北緯37度30分38秒 東経127度6分6秒 / 北緯37.51056度 東経127.10167度）へ移されることが文化財庁により決定された。保護閣の設置などの工事が終わると、石碑は2010年3月に石村湖畔の現位置に移転された。一方、石碑の横に建てられていた仁祖が降伏する光景（ホンタイジの前において土下座している描写）の銅板は、1983年に史跡公園を造成した当時作られたもので、文化財的な価値はないとの理由により、文化財委員会の判断に基づき撤去されることとなった。

## 石碑の評価
崔基鎬は、「1895年に日本が日清戦争に勝つと、李氏朝鮮は清国の属国としての桎梏をのがれて、独立国となることができた。国号が清国と対等な国として大韓帝国に改められ、第26代の高宗王が、中華圏における中国皇帝の臣下を意味する国王の称号を廃して、はじめて皇帝を称した。大清皇帝功徳碑は、1895年に、あまりにも恥辱であるとして、川の中に投げ込まれた。もっとも、この碑は日韓併合後に、川底から掘り出されて、史碑として同じ場所に建立された。1897年には、ソウルの西大門の近くにあった迎恩門が破壊されて、その場所に独立を記念する西洋式の独立門が建立された。迎恩門は、李朝を通じて、明、あるいは清の皇帝の勅使がソウルを訪れたときに、朝鮮国王がそこまで迎え出て、勅使に対して九回叩頭する礼を行なう場所だった。今日、独立門は韓国の史蹟32号に指定されている。しかし、今日の韓国民のうち、いったい何人が、そこに韓民族にとって、はかりしれない災禍をもたらした象徴である迎恩門が建っていたことを、知っているだろうか。日本にはその歴史を通じて、大清皇帝功徳碑も迎恩門もなかった。私たちから見ると、何と羨ましいことだろうか。かつて李氏朝鮮は中国への卑屈な服従関係と、不正腐敗を覆い隠す名分として、慕華思想という言葉を用いた。誇りを失った李氏朝鮮の末路は、亡国しかなかった」と評した。